# Mali na Mistrzostwach Świata w Lekkoatletyce 2022
Mali na Mistrzostwach Świata w Lekkoatletyce 2022 – reprezentacja Mali podczas mistrzostw świata w Eugene liczyła 1 zawodnika, który nie zdobył medalu.

## Skład reprezentacji

### Mężczyźni
| Zawodnik        | Konkurencja                | Eliminacje | Eliminacje | Półfinał | Półfinał | Finał | Finał   | Źródło |
| Zawodnik        | Konkurencja                | Wynik      | Pozycja    | Wynik    | Pozycja  | Wynik | Pozycja | Źródło |
| --------------- | -------------------------- | ---------- | ---------- | -------- | -------- | ----- | ------- | ------ |
| Richard Diawara | bieg na 110 m przez płotki | 14.35      | 38.        | NQ       | NQ       | NQ    | NQ      | [ 1 ]  |